# Menç
Mens és un municipi francès situat al departament de la Isèra i a la regió d'Alvèrnia-Roine-Alps. L'any 2007 tenia 1.409 habitants.

## Demografia

### Població
El 2007 la població de fet de Mens era de 1.409 persones. Hi havia 563 famílies de les quals 187 eren unipersonals (69 homes vivint sols i 118 dones vivint soles), 180 parelles sense fills, 155 parelles amb fills i 41 famílies monoparentals amb fills.
La població ha evolucionat segons el següent gràfic:
Habitants censats

### Habitatges
El 2007 hi havia 910 habitatges, 577 eren l'habitatge principal de la família, 257 eren segones residències i 76 estaven desocupats. 738 eren cases i 148 eren apartaments. Dels 577 habitatges principals, 368 estaven ocupats pels seus propietaris, 183 estaven llogats i ocupats pels llogaters i 27 estaven cedits a títol gratuït; 14 tenien una cambra, 45 en tenien dues, 97 en tenien tres, 146 en tenien quatre i 275 en tenien cinc o més. 328 habitatges disposaven pel capbaix d'una plaça de pàrquing. A 287 habitatges hi havia un automòbil i a 197 n'hi havia dos o més.

### Piràmide de població
La piràmide de població per edats i sexe el 2009 era:
| Homes | Edats   | Dones |
| ----- | ------- | ----- |
| 0     | 95 o +  | 0     |
| 8     | 90 a 94 | 24    |
| 8     | 85 a 89 | 20    |
| 16    | 80 a 84 | 16    |
| 28    | 75 a 79 | 40    |
| 36    | 70 a 74 | 24    |
| 36    | 65 a 69 | 48    |
| 48    | 60 a 64 | 28    |
| 36    | 55 a 59 | 28    |
| 28    | 50 a 54 | 52    |
| 40    | 45 a 49 | 28    |
| 40    | 40 a 44 | 32    |
| 36    | 35 a 39 | 44    |
| 24    | 30 a 34 | 24    |
| 36    | 25 a 29 | 48    |
| 28    | 20 a 24 | 16    |
| 32    | 15 a 19 | 28    |
| 24    | 10 a 14 | 40    |
| 44    | 5 a 9   | 48    |
| 36    | 0 a 4   | 40    |

## Economia
El 2007 la població en edat de treballar era de 781 persones, 575 eren actives i 206 eren inactives. De les 575 persones actives 526 estaven ocupades (288 homes i 238 dones) i 50 estaven aturades (19 homes i 31 dones). De les 206 persones inactives 87 estaven jubilades, 62 estaven estudiant i 57 estaven classificades com a «altres inactius».

### Ingressos
El 2009 a Mens hi havia 600 unitats fiscals que integraven 1.339 persones, la mediana anual d'ingressos fiscals per persona era de 16.289 €.

### Activitats econòmiques
Dels 118 establiments que hi havia el 2007, 2 eren d'empreses extractives, 6 d'empreses alimentàries, 1 d'una empresa de fabricació d'altres productes industrials, 14 d'empreses de construcció, 30 d'empreses de comerç i reparació d'automòbils, 4 d'empreses de transport, 13 d'empreses d'hostatgeria i restauració, 4 d'empreses d'informació i comunicació, 4 d'empreses financeres, 6 d'empreses immobiliàries, 10 d'empreses de serveis, 15 d'entitats de l'administració pública i 9 d'empreses classificades com a «altres activitats de serveis».
Dels 37 establiments de servei als particulars que hi havia el 2009, 1 era una oficina d'administració d'Hisenda pública, 1 gendarmeria, 1 oficina de correu, 3 oficines bancàries, 4 tallers de reparació d'automòbils i de material agrícola, 2 paletes, 1 guixaire pintor, 8 fusteries, 1 lampisteria, 1 electricista, 3 perruqueries, 1 veterinari, 6 restaurants i 4 agències immobiliàries.
Dels 17 establiments comercials que hi havia el 2009, 1 era una gran superfície de material de bricolatge, 1 una botiga de més de 120 m², 3 botiges de menys de 120 m², 3 fleques, 3 carnisseries, 1 una llibreria, 1 una botiga de roba, 1 una botiga d'electrodomèstics, 1 un drogueria i 2 floristeries.
L'any 2000 a Mens hi havia 27 explotacions agrícoles que ocupaven un total de 1.520 hectàrees.

## Equipaments sanitaris i escolars
El 2009 hi havia 1 farmàcia i 1 ambulància.
El 2009 hi havia 1 escola maternal i 2 escoles elementals. Mens disposava d'un col·legi d'educació secundària amb 222 alumnes.

## Poblacions més properes
El següent diagrama mostra les poblacions més properes.